# Струк Володимир Олексійович
Володимир Олексійович Струк (15 травня 1964 , Лозівський, Луганська область  — 2 березня 2022 , Кремінна, Луганська область ) — український проросійський політик, народний депутат України, член Партії регіонів, міський голова Кремінної (2020—2022), колаборант із РФ.

## Біографія
Народився 15 травня 1964 року в родині шахтарів Олексія та Віри Струк.

## Освіта
2001 р. — Луганський інститут внутрішніх справ.
2009 р. — Київська національна академія державного управління при Президентові України.

## Трудова діяльність
Працював водієм 1 класу в Олександрівському автопідприємстві —12663, майстром виробничого навчання водінню у Ворошиловградській автошколі, електрогазозварювальником 4-го розряду на шахті «Луганська № 1», начальником виробничого відділу в ТОВ «Металоузор» (м. Луганськ), директором колективного сільськогосподарського підприємства «Артіль-Центр» (м. Луганськ).

## Політична діяльність
У 1998 р. був обраний депутатом Луганської міської ради III скликання. У 2002 р. був обраний депутатом Луганської міської ради IV скликання.
На парламентських виборах 2012 р. був обраний народним депутатом Верховної Ради України за одномандатним мажоритарним виборчим округом № 104. За результатами голосування отримав перемогу набравши 39,98 % голосів виборців. Струк переміг висуванця Партії регіонів. У парламенті увійшов до фракції Партії регіонів. Вийшов з фракції у червні 2014 року.
29 січня 2014 року під час засідання Верховної Ради був спійманий на кнопкодавстві народною депутаткою Лесею Оробець. При спробі перешкодити незаконному голосуванню вдарив Лесю Оробець у сонячне сплетіння.
16 травня 2014 року стало відомо, що проти Володимира Струка було розпочато кримінальне провадження Луганською обласною прокуратурою за ознаками закликів до порушення територіальної цілісності України.
На місцевих виборах 25 жовтня 2020 року, Струка обрали міським головою Кремінної з результатом 51,68 % голосів виборців з тих, які прийшли на дільниці. Він висувався на цю посаду від партії «ОПЗЖ».

## Смерть
2 березня 2022 року голова територіальної громади Володимир Струк був знайдений вбитим. Голова окупаційної міськради Старобільська
Олександр Гончаров в інтерв'ю російським пропагандистам розповів, що той загинув через свої проросійські погляди.

## Сім'я
Дружина Олена, доньки Каміла та Каріна.